# Zelene, Petrove
Zelene (în ucraineană Зелене) este localitatea de reședință a comunei Zelene din raionul Petrove, regiunea Kirovohrad, Ucraina.

## Demografie
Componența lingvistică a localității Zelene
     Ucraineană (93,4%)
     Rusă (4,4%)
     Alte limbi (0,29%)
Conform recensământului din 2001, majoritatea populației localității Zelene era vorbitoare de ucraineană (93,4%), existând în minoritate și vorbitori de rusă (4,4%).